# Thì là Ai Cập
Thì là Ai Cập (danh pháp hai phần: Cuminum cyminum) là một loài thực vật có hoa thuộc họ Hoa tán (Apiaceae), có nguồn gốc từ miền đông khu vực ven Địa Trung Hải tới Đông Ấn.
Nó là một loài cây thân thảo sống một năm, cao khoảng 30–60 cm, với thân cây tạo các nhánh nhỏ, dài khoảng 20–30 cm. Lá dài 5–10 cm, là dạng lông chim hay lông chim kép, với các lá chét nhỏ như sợi chỉ. Hoa nhỏ, màu trắng hay hồng, mọc thành các tán. Quả là dạng quả bế hình trứng hay hình thoi, dài 4–5 mm, chứa một hạt. Hạt của thì là Ai Cập là tương tự như hạt của thì là, nhưng nhỏ hơn và sẫm màu hơn.

## Trồng

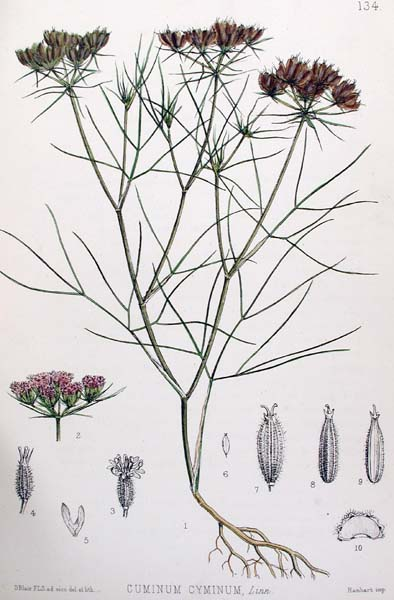

Việc gieo trồng thì là Ai Cập đòi hỏi phải có mùa hè nóng dài chừng 3-4 tháng với nhiệt độ trong thời gian ban ngày vào khoảng 30 °C (86 °F); nó có thể chịu đựng được khô hạn và chủ yếu phù hợp với khí hậu Địa Trung Hải. Nó được trồng từ hạt, gieo vào mùa xuân, cần đất màu mỡ và thoát nước tốt.
Thì là Ai Cập cũng có thể nấu để tạo ra cái gọi là "nước cốt thì là", lần đầu tiên được người Mexico bản địa làm ra và phổ biến ở khắp Nam Mỹ.

## Sử dụng
Hạt thì là Ai Cập được sử dụng làm gia vị do hương vị đặc trưng của nó, rất phổ biến trong ẩm thực Bắc Phi, Trung Đông, tây Trung Quốc, Ấn Độ và México.
Quả thì là Ai Cập có vị đắng đặc trưng và hương mạnh và ấm do chứa nhiều tinh dầu. Thành phần hợp chất thơm chính và quan trọng là cuminalđehyt (4-isopropylbenzalđehyt). Các hợp chất thơm quan trọng trong hạt thì là Ai Cập nướng là các pyrazin thay thế, 2-ethoxy-3-isopropylpyrazin, 2-methoxy-3-sec-butylpyrazin và 2-methoxy-3-methylpyrazin.
Ngày nay, thì là Ai Cập được đồng nhất hóa với ẩm thực Ấn Độ và ẩm thực Mexico. Nó được sử dụng như là một thành phần trong bột ca ri. Thì là Ai Cập cũng được tìm thấy trong một số phó mát Hà Lan như phó mát Leyden, và trong một số loại bánh mì truyền thống ở Pháp. Trong y học cổ truyền, thì là Ai Cập được phân loại như là chất kích thích, chất gây trung tiện và kháng trùng.
Bột thì là Ai Cập cũng có thể dùng để nêm nhiều món ăn, do nó làm giảm độ ngọt tự nhiên của các món ăn này. Thông thường nó hay được thêm vào các món ca ri, enchilada, taco, và các món ăn kiểu Trung Đông, Ấn Độ, Cuba và Mexico khác. Nó cũng có thể thêm vào salat để tạo thêm hương vị cho món nước chấm này. Thì là Ai Cập cũng được dùng với một số món thịt để bổ sung thêm cùng với các đồ nêm khác. Gia vị này tạo ra hương vị cơ bản của các món ăn Tex-Mex (Texas/Mexico) và là gia vị chung trong các món ăn của tiểu lục địa Ấn Độ. Thì là Ai Cập cũng được sử dụng nhiều trong các món ăn của người La Mã cổ đại.
Hương vị của thì là Ai Cập cũng đóng vai trò lớn trong ẩm thực Mexico, Thái Lan, Việt Nam và Ấn Độ. Bột thì là Ai Cập là thành phần quan trọng trong bột ớt, cũng như được trộn lẫn với bột điều nhuộm, adobo, garam masala, bột ca ri và baharat.

### Y học
Thì là Ai Cập có các thuộc tính giúp cho ăn dễ tiêu, lợi tiểu, gây trung tiện, kích thích, làm se, điều kinh và trị co thắt. Nó có giá trị trong điều trị chứng ăn khó tiêu, tiêu chảy và khản giọng cũng như có thể giảm đầy hơi và đau bụng. Tại phương Tây ngày nay nó được sử dụng chủ yếu trong thú y, trong vai trò của chất làm tăng trung tiện, nhưng ở phương Đông thì nó vẫn được coi là một phương thuốc từ thảo mộc. Người ta cho rằng nó làm tăng tiết sữa và giảm buồn nôn ở phụ nữ khi mang thai. Nó cũng thể hiện là có hiệu quả trong điều trị các triệu chứng tiêu chảy, khó tiêu và mệt mỏi buổi sáng. Người ta cũng cho rằng thì là Ai Cập hứa hẹn một cách thức tự nhiên để làm tăng kích thước vú. Được sử dụng như một loại thuốc đắp, nó làm giảm sưng vú và đầu vú. Thì là Ai Cập cũng làm tăng sự ngon miệng.

## Cung cấp
Trong quá khứ, Iran là nhà cung cấp bột thì là Ai Cập chủ yếu, nhưng hiện nay các nguồn chính đến từ Ấn Độ, Syria, Pakistan và Thổ Nhĩ Kỳ.

## Dân gian
Niềm tin trong thời kỳ Trung cổ tại châu Âu cho rằng thì là Ai Cập giữ cho các đôi tình nhân cũng như gà không bị lạc đường. Người ta tin rằng một cuộc sống hạnh phúc đang chờ đợi cô dâu và chú rể nếu như họ mang theo bên mình một hạt thì là Ai Cập trong suốt lễ cưới. Người ta cũng cho rằng thì là Ai Cập có thể dùng để chữa cảm lạnh bằng cách cho nó vào sữa nóng để uống.

## Lịch sử
Thì là Ai Cập được sử dụng từ thời cổ đại. Các hạt, được khai quật từ khu vực khảo cổ Tell ed-Der ở Syria, có niên đại vào khoảng thiên niên kỷ 2 TCN. Người ta cũng thông báo về sự tồn tại của các dấu tích của nó tại các tầng khảo cổ thuộc thời kỳ Tân Vương quốc ở Ai Cập
Ban đầu được trồng tại khu vực Iran và ven Địa Trung Hải, nên thì là Ai Cập được đề cập tới trong Kinh Thánh (cả Cựu Ước (Isaiah 28:27) lẫn Tân Ước (Matthew 23:23)). Nó cũng đã được người Hy Lạp và La Mã cổ đại biết tới. Người Hy Lạp để bột thì là Ai Cập trong các lọ riêng trên bàn ăn, giống như ngày nay người ta lưu giữ bột tiêu, và thói quen này còn tiếp diễn ở Maroc. Tuy nhiên, vào thời Trung cổ trở đi thì thì là Ai Cập đã không còn được người châu Âu ưa chuộng nữa, ngoại trừ tại Tây Ban Nha và Malta. Nó được người Tây Ban Nha đưa vào châu Mỹ.
Ngày nay, với việc thì là Ai Cập lại được ưa chuộng trở lại tại nhiều nơi ở châu Âu thì người ta đã trồng nhiều chúng hơn, nhưng chủ yếu vẫn tại Iran, Uzbekistan, Tajikistan, Thổ Nhĩ Kỳ, Maroc, Ai Cập, Ấn Độ, Syria, México và Chile.

## Hình ảnh

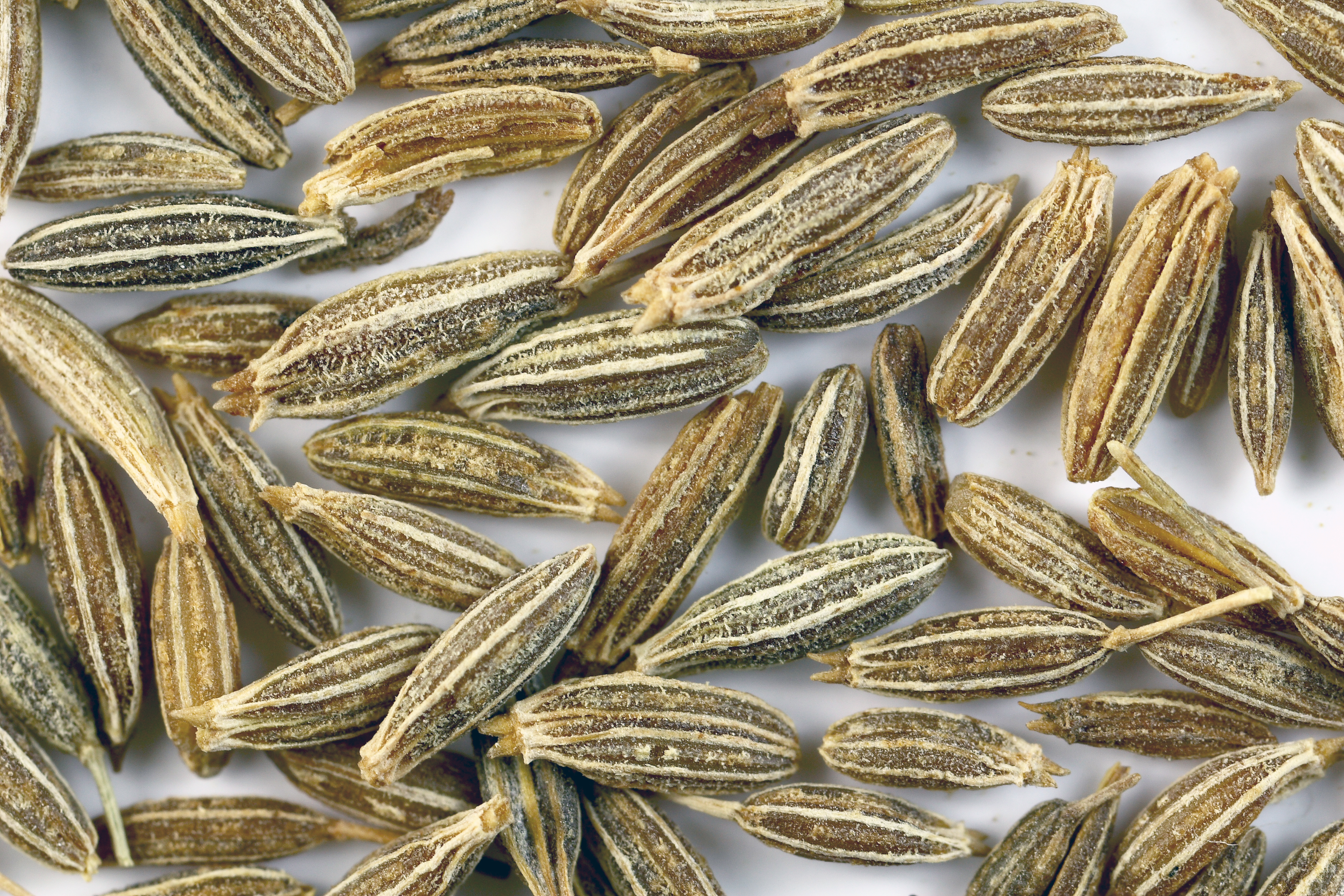
Quả thì là Ai Cập
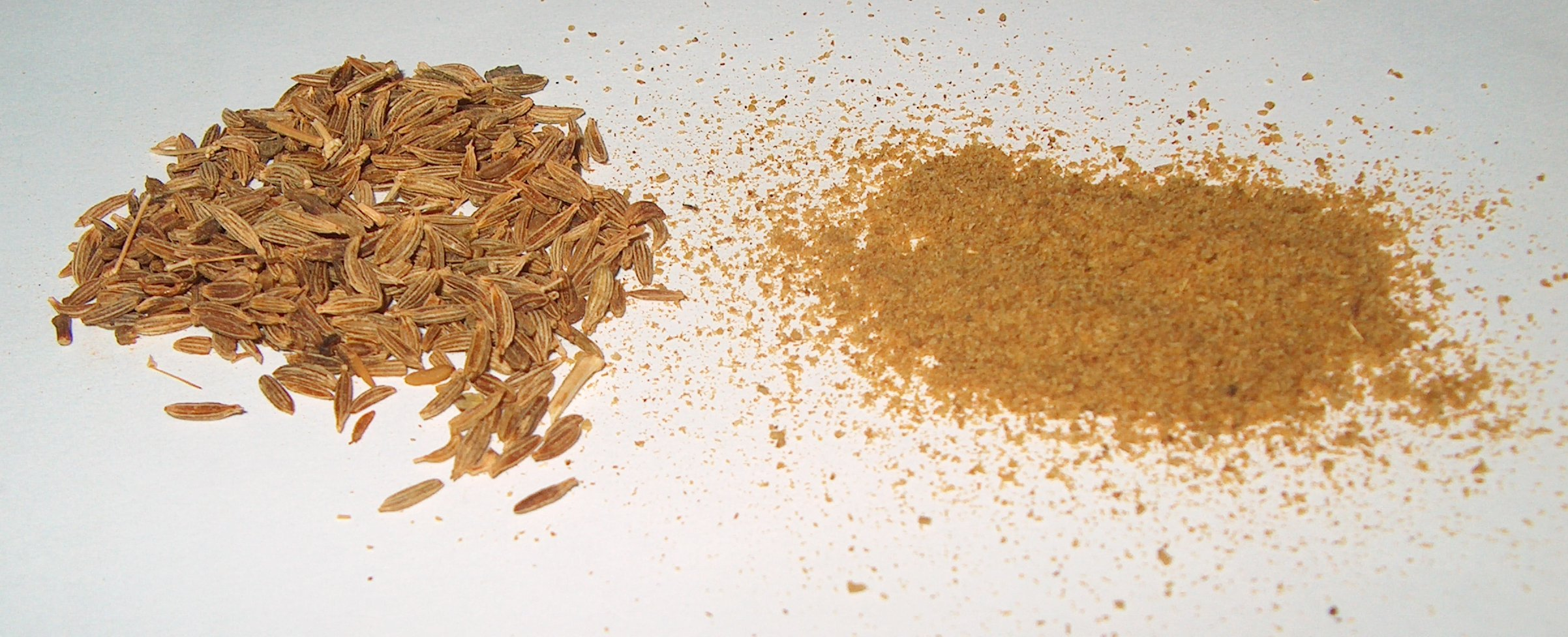
Hạt và bột thì là Ai Cập